# È un addio, Charlie Brown
È un addio, Charlie Brown (Is This Goodbye, Charlie Brown?) è uno speciale televisivo d'animazione del 1983 diretto da Phil Roman. È il ventiquattresimo speciale basato sui Peanuts di Charles M. Schulz. È stato distribuito in streaming su Apple TV+ con il titolo È un arrivederci, Charlie Brown. 
Il film è stato trasmesso negli Stati Uniti su CBS il 21 febbraio 1983 e ha ricevuto una nomination per un Premio Emmy..

## Trama
Linus e Lucy devono trasferirsi a causa del lavoro di loro padre. Nel frattempo Piperita Patty cerca di tirare su di morale Charlie Brown.

## Distribuzione

### Edizione italiana
Lo speciale è stato trasmesso su Junior TV, all'interno della serie The Charlie Brown and Snoopy Show. Nel 2023 è stato distribuito in streaming su Apple TV+ con un nuovo doppiaggio, per la serie I classici Peanuts.

### Doppiaggio
| Personaggio    | Doppiatore originale | Doppiatore italiano (anni 90) | Doppiatore italiano (2023) |
| -------------- | -------------------- | ----------------------------- | -------------------------- |
| Charlie Brown  | Bred Kesten          | Martino Consoli               | Arturo Sorino              |
| Snoopy         | Bill Melendez        | Bill Melendez                 | Bill Melendez              |
| Woodstock      | Bill Melendez        | Bill Melendez                 | Bill Melendez              |
| Linus Van Pelt | Jeremy Schoenberg    | Renata Bertolas               | Alberto Pilara             |
| Lucy Van Pelt  | Angela Lee Sloan     | Renata Bertolas               | Sara Labidi                |
| Sally Brown    | Stacy Heather Tolkin | Angiolina Gobbi               | Matilde Ferraro            |
| Piperita Patty | Victoria Vargas      | Francesca Vettori             | Ilaria Pellicone           |
| Marcie         | Michael Dockery      |                               | Bianca Demofonti           |
| Schroeder      | Kevin Brando         | Guido Bettali                 | Davide Doviziani           |
| Franklin       | Kevin Brando         | Giuseppe Calvetti             | Valerio Corini             |
| Pig Pen        |                      | Angiolina Gobbi               | Francesco Raffaeli         |

### Edizioni home video
Il film è stato distribuito da Hobby & Work in VHS e DVD, con il titolo È un arrivederci, Charlie Brown e con il primo doppiaggio.

## Riconoscimenti
1983 – Primetime Emmy Awards
- Nomination Outstanding Animated Program a Lee Mendelson e Bill Melendez